# Liste von Sprengstoffanschlägen im Jahr 1996
Die Liste von Sprengstoffanschlägen im Jahr 1996 erfasst Anschläge mit Sprengladungen und anderen Spreng- und Brandvorrichtungen gegen Einrichtungen und Ansammlungen von Menschen, die im Jahr 1996 passierten. Zu den Formen zählen unter anderem Auto- und Rucksackbomben. Siehe auch Liste von Anschlägen auf Verkehrsflugzeuge.

## Liste
| Datum         | Ereignis                                                                       | Ort               | Staat                  | Tote    | Verletzte | Anmerkung, Quellen                               |
| ------------- | ------------------------------------------------------------------------------ | ----------------- | ---------------------- | ------- | --------- | ------------------------------------------------ |
| 3. Jan. 1996  | Anschlag mit Autobombe auf Markt                                               | Neu-Delhi         | Indien                 | 13      | 38        | [ 1 ]                                            |
| 7. Jan. 1996  | Sprengstoffanschlag auf Bus                                                    | Karatschi         | Pakistan               | 7       | 35        | [ 2 ]                                            |
| 15. Jan. 1996 | Anschlag mit Autobombe auf Hotel                                               | Blida             | Algerien               | 5       | 25        | [ 3 ]                                            |
| 18. Jan. 1996 | Sprengstoffanschlag auf Schule                                                 | Lahore            | Pakistan               | 0       | 23        | [ 4 ]                                            |
| 22. Jan. 1996 | Anschlag mit Panzerfaust auf Dorf                                              | Anuradhapura      | Sri Lanka              | 22      | 10        | [ 5 ]                                            |
| 23. Jan. 1996 | Sprengstoffanschlag auf Awami-Liga-Kundgebung                                  | Sylhet            | Bangladesch            | 0       | 52        | [ 6 ]                                            |
| 31. Jan. 1996 | Anschlag in Colombo 1996                                                       | Colombo           | Sri Lanka              | 90 (+1) | 1400      | Selbstmordattentat mit Autobombe auf Bankgebäude |
| 1. Feb. 1996  | Sprengstoffanschlag auf Bus                                                    | Jõhvi             | Estland                | 1       | 10        | [ 8 ]                                            |
| 5. Feb. 1996  | Anschlag mit Autobombe auf Krankenhaus                                         | Aïn Bessem        | Algerien               | 5       | 22        | [ 9 ]                                            |
| 9. Feb. 1996  | Anschlag mit Autobombe auf die Canary Wharf                                    | London            | Vereinigtes Königreich | 2       | 200       |                                                  |
| 11. Feb. 1996 | Anschlag mit Autobombe auf Regierungsgebäude                                   | Algier            | Algerien               | 2       | 40        | [ 10 ]                                           |
| 11. Feb. 1996 | Anschlag mit Autobombe auf Pressezentrum                                       | Algier            | Algerien               | 18      | 52        | [ 11 ]                                           |
| 25. Feb. 1996 | Selbstmordattentat auf Bus                                                     | Jerusalem         | Israel                 | 26      | 50        | [ 12 ]                                           |
| 25. Feb. 1996 | Selbstmordattentat mit Autobombe auf Bushaltestelle                            | Aschkelon         | Israel                 | 2       | 34        | [ 13 ]                                           |
| 26. Feb. 1996 | Sprengstoffanschlag auf Supermarkt                                             | Tirana            | Albanien               | 5       | 30        | [ 14 ]                                           |
| 3. März 1996  | Selbstmordattentat auf Bus                                                     | Jerusalem         | Israel                 | 20      | 9         | [ 15 ]                                           |
| 4. März 1996  | Selbstmordattentat auf Einkaufszentrum                                         | Tel Aviv-Jaffa    | Israel                 | 13      | 105       | [ 16 ]                                           |
| 13. März 1996 | Sprengstoffanschlag auf Theater                                                | Zamboanga City    | Philippinen            |         | 20        | [ 17 ]                                           |
| 17. März 1996 | Anschlag mit Schusswaffen und Sprengstoff auf Aktivisten                       | Dhaka             | Bangladesch            | 0       | 20        | [ 18 ]                                           |
| 18. März 1996 | Anschlag mit Autobombe                                                         | Tizi Ouzou        | Algerien               | 6       | 21        | [ 19 ]                                           |
| 19. März 1996 | Sprengstoffanschlag auf Theater                                                | Dhaka             | Bangladesch            | 0       | 200       | [ 20 ]                                           |
| 12. Apr. 1996 | Sprengstoffanschlag                                                            | Imphal            | Indien                 | 5       | 35        | [ 21 ] [ 22 ] [ 23 ] [ 24 ] [ 25 ]               |
| 14. Apr. 1996 | Sprengstoffanschlag auf Krankenhaus                                            | Lahore            | Pakistan               | 6       | 30        | [ 26 ]                                           |
| 16. Apr. 1996 | Sprengstoffanschlag auf Militärkonvoi                                          | Nariño            | Kolumbien              | 31      | 18        | [ 27 ]                                           |
| 16. Apr. 1996 | Sprengstoffanschlag auf Polizeianlage                                          | Srinagar          | Indien                 | 2       | 27        | [ 28 ]                                           |
| 27. Apr. 1996 | Sprengstoffanschlag auf Bus                                                    | Uttar Pradesh     | Indien                 | 12      | 20        | [ 29 ]                                           |
| 28. Apr. 1996 | Sprengstoffanschlag auf Bus                                                    | Punjab            | Pakistan               | 37      | 30        | [ 30 ]                                           |
| 29. Apr. 1996 | Sprengstoffanschlag auf ehemaligen Polizist                                    | Bratislava        | Slowakei               | 1       | 0         | [ 31 ]                                           |
| 8. Mai 1996   | Sprengstoffanschlag auf Bus                                                    | Sheikhupura       | Pakistan               | 7       | 39        | [ 32 ]                                           |
| 11. Mai 1996  | Anschlag mit Autobombe                                                         | Blida             | Algerien               | 3       | 70        | [ 33 ]                                           |
| 21. Mai 1996  | Sprengstoffanschlag auf Markt                                                  | Neu-Delhi         | Indien                 | 13      | 38        | [ 34 ]                                           |
| 22. Mai 1996  | Sprengstoffanschlag auf Bus                                                    | Rajasthan         | Indien                 | 8       | 30        | [ 35 ]                                           |
| 25. Mai 1996  | Sprengstoffanschlag auf Markt                                                  | Jammu und Kashmir | Indien                 | 1       | 46        | [ 36 ]                                           |
| 10. Juni 1996 | Sprengstoffanschlag auf Bus                                                    | Gujranwala        | Pakistan               | 3       | 36        | [ 37 ]                                           |
| 12. Juni 1996 | Anschlag mit Autobombe auf Wohngebäude                                         | Boumerdes         | Algerien               | 2       | 20        | [ 38 ]                                           |
| 13. Juni 1996 | Granatenangriff auf Flüchtlingslager                                           | Kirundo           | Burundi                | 0       | 49        | [ 39 ]                                           |
| 15. Juni 1996 | Bombenanschlag in Manchester 1996                                              | Manchester        | Vereinigtes Königreich | 0       | 212       | Anschlag mit Autobombe im Stadtzentrum           |
| 22. Juni 1996 | Anschlag mit Autobombe auf Markt                                               | Blida             | Algerien               | 7       | 20        | [ 40 ]                                           |
| 25. Juni 1996 | Anschlag mit Autobombe auf Apartmentkomplex                                    | Khobar            | Saudi-Arabien          | 19      | 386       | [ 41 ]                                           |
| 30. Juni 1996 | Selbstmordattentat auf Militärzeremonie                                        | Tunceli           | Türkei                 | 10      | 30        | [ 42 ]                                           |
| 1. Juli 1996  | Granatenangriff auf Minenräumer                                                | Uva               | Sri Lanka              | 64      | 4         | [ 43 ]                                           |
| 14. Juli 1996 | Anschlag mit Autobombe auf Hotel                                               | Enniskillen       | Vereinigtes Königreich | 0       | 17        | [ 44 ]                                           |
| 20. Juli 1996 | Sprengstoffanschlag auf Cafeteria                                              | Koléa             | Algerien               | 5       | 30        | [ 45 ]                                           |
| 22. Juli 1996 | Sprengstoffanschlag auf Flughafen und Abflughalle                              | Lahore            | Pakistan               | 4       | 68        | [ 46 ]                                           |
| 24. Juli 1996 | Anschlag in Dehiwala 1996                                                      | Colombo           | Sri Lanka              | 61      | 391       | Sprengstoffanschlag auf Pendlerzug               |
| 27. Juli 1996 | Bombenanschlag bei den Olympischen Spielen 1996                                | Atlanta           | USA                    | 2       | 111       | [ 48 ]                                           |
| 29. Juli 1996 | Granatenangriff auf Schrein                                                    | Baramulla         | Indien                 | 2       | 100       | [ 49 ]                                           |
| 29. Juli 1996 | Granatenangriff auf Markt                                                      | Srinagar          | Indien                 |         | 25        | [ 50 ]                                           |
| 1. Aug. 1996  | Raketenangriff                                                                 | Nangarhar         | Afghanistan            | 15      | 30        | [ 51 ]                                           |
| 4. Aug. 1996  | Anschlag mit Autobombe im Stadtzentrum                                         | Tiaret            | Algerien               | 0       | 24        | [ 52 ]                                           |
| 8. Aug. 1996  | Sprengstoffanschlag auf Café                                                   | Algier            | Algerien               | 1       | 20        | [ 53 ]                                           |
| 11. Aug. 1996 | Sprengstoffanschlag auf Hindu-Tempel                                           | Batticaloa        | Sri Lanka              | 0       | 37        | [ 54 ]                                           |
| 13. Aug. 1996 | Granatenangriff auf Demonstranten                                              | Orito             | Kolumbien              | 2       | 37        | [ 55 ]                                           |
| 17. Aug. 1996 | Sprengstoffanschlag auf Diskothek                                              | Medellín          | Kolumbien              | 1       | 21        | [ 56 ]                                           |
| 7. Sep. 1996  | Anschlag mit Landmine auf Rotes Kreuz-Fahrzeug                                 | Goma              | Zaire                  | 2       | 33        | [ 57 ]                                           |
| 10. Sep. 1996 | Anschlag mit Schusswaffen, Mörsern und Raketen auf sunnitische Milizionäre     | Parachinar        | Pakistan               | 97      | 89        | [ 58 ]                                           |
| 12. Sep. 1996 | Anschlag mit Schusswaffen und Granaten auf Passagierbus                        | Ampara            | Sri Lanka              | 11      | 27        | [ 59 ]                                           |
| 12. Sep. 1996 | Anschlag mit Autobombe auf Polizeistation                                      | Algier            | Algerien               | 2       | 28        | [ 60 ]                                           |
| 21. Sep. 1996 | Anschlag mit Schusswaffen und Granaten auf Wahllokale                          | Srinagar          | Indien                 | 1       | 24        | [ 61 ]                                           |
| 26. Sep. 1996 | Anschlag mit Gewehr(en), Sprengsätzen und Feldhockeyschläger(n) auf Aktivisten | Khulna            | Bangladesch            | 0       | 150       | [ 62 ]                                           |
| 27. Sep. 1996 | Sprengstoffanschlag auf Markt                                                  | Boufarik          | Algerien               | 7       | 20        | [ 63 ]                                           |
| 29. Sep. 1996 | Sprengstoffanschlag auf Kino                                                   | Santai            | China                  | 11      | 97        | [ 64 ]                                           |
| 30. Sep. 1996 | Anschlag mit Landmine auf Polizeikonvoi                                        | Jaffna            | Sri Lanka              | 4       | 27        | [ 65 ]                                           |
| 7. Okt. 1996  | Anschlag mit 2 Autobomben auf Kaserne                                          | Lisburn           | Vereinigtes Königreich | 2       | 60        | [ 66 ] [ 67 ]                                    |
| 10. Okt. 1996 | Granatenangriff auf Schülerinnen                                               | Aboke             | Uganda                 | 4       | 30        | [ 68 ]                                           |
| 11. Okt. 1996 | Sprengstoffanschlag auf Markt                                                  | Algier            | Algerien               | 5       | 75        | [ 69 ]                                           |
| 24. Okt. 1996 | Sprengstoffanschlag auf Passagierzug                                           | Algier            | Algerien               | 8       | 30        | [ 70 ]                                           |
| 10. Nov. 1996 | Sprengstoffanschlag auf Bus                                                    | Algier            | Algerien               | 15      | 30        | [ 71 ]                                           |
| 2. Dez. 1996  | Sprengstoffanschlag auf Zug                                                    | Ambala            | Indien                 | 12      | 37        | [ 72 ]                                           |
| 3. Dez. 1996  | Anschlag im Pariser Bahnhof Port-Royal                                         | Paris             | Frankreich             | 4       | 170       |                                                  |
| 16. Dez. 1996 | Anschlag mit Autobombe auf Wohngebäude                                         | Medellín          | Kolumbien              | 1       | 48        | [ 73 ]                                           |
| 17. Dez. 1996 | Sprengstoffanschlag auf Gebäude                                                | Montería          | Kolumbien              | 4       | 38        | [ 74 ]                                           |
| 23. Dez. 1996 | Anschlag mit Autobombe auf Café                                                | Algier            | Algerien               | 8       | 20        | [ 75 ]                                           |
| 23. Dez. 1996 | Anschlag mit Autobombe auf Café                                                | Algier            | Algerien               | 3       | 70        | [ 76 ]                                           |
| 24. Dez. 1996 | Sprengstoffanschlag auf Einkaufszentrum                                        | Worcester         | Südafrika              | 4       | 80        | [ 77 ]                                           |
| 25. Dez. 1996 | Sprengstoffanschlag auf Nachtclub                                              | Ndola             | Sambia                 | 0       | 7         | [ 78 ]                                           |
| 25. Dez. 1996 | Sprengstoffanschlag auf Pagode                                                 | Rangun            | Myanmar                | 8       | 36        | [ 79 ] [ 80 ]                                    |
| 26. Dez. 1996 | Anschlag mit Autobombe auf Polizeistation                                      | Algier            | Algerien               | 10      | 68        | [ 81 ]                                           |
| 29. Dez. 1996 | Sprengstoffanschlag auf Café                                                   | Algier            | Algerien               | 0       | 20        | [ 82 ]                                           |
| 30. Dez. 1996 | Sprengstoffanschlag auf Zug                                                    | Assam             | Indien                 | 33      | 54        | [ 83 ]                                           |
| 31. Dez. 1996 | Sprengstoffanschlag auf Passagerbus                                            | Aleppo            | Syrien                 | 15      | 50        | [ 84 ]                                           |